# Бартенев, Александр Николаевич
Александр Николаевич Бартенев (1882 ― 1946) ― русский советский зоолог и педагог. Доктор биологических наук. Ректор Донского университета в 1920—1921 гг.

## Биография
Родился в 1882 году. Окончил Императорский Московский университет в 1907 году. В 1911 году стал профессором кафедры зоологии Императорского Варшавского университета (который затем после эвакуации в Ростов-на-Дону в 1915 году стал базой Донского (или, позднее, Северо-Кавказского университета), где преподавал до 1930 года. Занимал пост ректора Донского государственного университета в 1920—1921 гг. В 1934—1936 и в 1939—1945 гг. — заведующий кафедрой зоологии в Казахском государственном университете в Алма-Ате, был одним из основателей университета.
За 40 лет (начиная с 1907 года) научной деятельности опубликовал 83 работы по фауне, систематике, экологии и географическому распространению стрекоз. Среди самых примечательных его работ — «Заметки о стрекозах Зоологического отдела Музея Уральского общества любителей естествознания» (1909), «Материалы по фауне стрекоз Сибири» (1914), «Заметки о стрекозах Кавказа» (1928), «Материалы к познанию Западного Кавказа в одонатологическом отношении» (1930), «Заметки о сборах стрекоз Северо-Кавказской гидробиологической станции в 1928 году в Кабардино-Балкарии» (1930). Ныне его труды считаются входящими в золотой фонд российской и мировой одонатологии.
Имел учёную степень доктора биологических наук, был академиком АН Казахской ССР.

## Семья
Дети:
- Фёдор Александрович Бартенев, Заслуженный учитель УССР, Почётный гражданин Евпатории[3],
- Сергей Александрович Бартенев, профессор, доктор экономических наук, лауреат Государственной премии СССР,  член союза журналистов, автор многих трудов и учебников.

Внуки: 
- Александр Фёдорович Бартенев, учёный-энтомолог, доктор биологических наук;
- Наталья Сергеевна Бартенева, профессор, биолог, Назарбаев университет, https://scholar.google.com/citations?user=85AUlREAAAAJ&hl=en
- Оксана Сергеевна Байдина — доцент МГУ, кандидат экономических наук[4].